# Grindelwald
Grindelwald é uma comuna na Suíça, no Cantão Berna, com cerca de 4.166 habitantes. Estende-se por uma área de 171,1 km², de densidade populacional de 24 hab/km². Confina com as seguintes comunas: Brienz, Brienzwiler, Fieschertal (VS), Guttannen, Innertkirchen, Iseltwald, Lauterbrunnen, Lütschental, Meiringen, Schattenhalb.
A língua oficial nesta comuna é o Alemão.